# Paducah (canção de Carmen Miranda)
Paducah (“If you wanna, you can rhyme it with bazooka”) é uma canção composta por Leo Robin e Harry Warren, originalmente interpretada por Carmen Miranda e Benny Goodman e sua Orquestra. A música foi apresentada no filme musical de 1943, The Gang's All Here, estrelado por Alice Faye, Carmen Miranda e James Ellison. Esse filme contribuiu para consolidar a imagem de Miranda como "The Lady in the Tutti Frutti Hat".
A canção é caracterizada pelo gênero swing jazz com elementos de música popular americana da época. Essa mistura é típica das produções musicais de Hollywood dos anos 1940, especialmente aquelas envolvendo Benny Goodman e sua orquestra, que eram grandes expoentes do gênero. 

## Antecedentes
A canção Paducah, composta por Leo Robin e Harry Warren, destaca-se como um dos principais números musicais do filme The Gang's All Here (1943). A trilha sonora do longa é enriquecida pela colaboração de grandes nomes da música, como Carmen Miranda e a orquestra de Benny Goodman, além da participação especial de Tony DeMarco.
A música remete a uma idealização da pequena cidade de Paducah, localizada no estado de Kentucky, que, através de sua melodia e interpretação, adquire uma dimensão simbólica. Ao abordar esse local, a canção evoca um cenário de simplicidade e alegria, retratando uma vida tranquila e pacífica, quase utópica, em contraste com o ritmo agitado das grandes cidades. No contexto do filme, o número musical é amplamente reconhecido por sua grandiosidade visual e sonora, consolidando-se como um dos momentos de maior destaque da produção.